# Egmont Erbstollen
Der Egmont Erbstollen ist ein ehemaliger Erbstollen in Bochum-Brenschede. Der Stollen war auch unter den Namen Egmont-Erbstollen, Egmond-Erbstollen oder Egmont-Erbstolln bekannt. Der Stollen wurde angesetzt, um den 5,3 km langen St. Mathias Erbstollen weiter in Richtung Osten zu verlängern. Der Egmont Erbstollen war in der zweiten Hälfte des 19. Jahrhunderts einer der bedeutendsten Erbstollen im Bochumer Revier.

## Geschichte
Zunächst wurde vermutlich bereits vor 1842 ein Flügelort des St. Mathias Erstollens fortgesetzt. Dieses Flügelort sollte die Zechen Carl Friedrich’s Erbstollen und Glücksburger Erbstollen tiefer lösen. Um dies zu erreichen, musste eine Mehrteufe von fast 41 Metern erreicht werden. Diesem Vorhaben widersetzte sich die Zeche Carl Friedrich’s Erbstollen zunächst. Aus diesem Grund musste die weitere Auffahrung des Flügelortes bei einer Entfernung von 1448½ Lachtern ab Stollenmundloch eingestellt werden. Im Jahr 1843 wurde eine Mutung zur Fortsetzung der Auffahrung nach Norden eingelegt. Am 14. Dezember 1844 erfolgte die Verleihung des Rechtes auf Fortsetzung des Erbstollens unter dem Namen Egmont Erbstollen unter der Fortführung der Erbstollengerechtigkeit des Glücksburger Erbstollens. Der Erbstollen sollte zur Lösung der Bergwerke Vereinigte Neue Mißgunst, Amatus, Christian, Julius Philipp, Glückswinkelburg, Glücksburger Erbstollen, Gottessegen, Christians Erbstollen und weiterer dienen. Im Jahr 1845 verzichtete die Zeche Vereinigte Neue Mißgunst auf ihren Teil der Verleihung, dadurch fiel die gesamte Berechtsame in den Besitz der Zeche Glücksburger Erbstollen. Am 27. Dezember desselben Jahres erfolgte die Verstufung für die weitere Auffahrung des Flügelortes nach Osten. Im Jahr 1847 hatte das Flügelort eine Länge, ab der Verstufung gerechnet, von 495 Lachtern. In diesem Jahr wurden mit 19 bis 42 Bergleuten 10.685 Scheffel Steinkohle gefördert. In den Jahren 1847 und 1848 erfolgte die Konsolidation mit dem Glücksburger Erbstollen zur Zeche Glücksburg. Im Jahr 1850 war der Erbstollen einer der wichtigsten im Bochumer Bereich. Zu diesem Zeitpunkt gehörte der Stollen zum Bergamtsbezirk Bochum.
Im Jahr 1854 erreicht der Erbstollen die Berechtsame der Zeche Glücksburg, der Erbstollen hat nun ab Stollenmundloch eine Länge von 2721 Lachtern. Im durchfahrenen Grubenfeld erfolgte der Abbau später durch die Zeche Carl Friedrich Erbstollen. Im Jahr 1855 wurde der Erbstollen, mit Ausnahme der Flügelörter, nur geringfügig weiter aufgefahren. Im Jahr 1856 erreichte der Erbstollen die Berechtsame der stillgelegten Zeche Vereinigte Neue Mißgunst. Zusätzlich befand sich der Stollen in diesem Jahr im Flöz Rosalie der Zeche Glücksburg. Der Stollen hatte mittlerweile eine Gesamtlänge von 1272 1/2 Lachtern erreicht. Im Jahr 1857 wurde der Erbstollen um weitere 83 Lachter weiter aufgefahren. In diesem Jahr war der Stollen bereits aus dem Grubenfeld der Zeche Glücksburg heraus- und nach Norden im Grubenfeld der Zeche Julius Philipp aufgefahren worden. Außerdem erfolgt die Weiterauffahrung in das markscheidende Feld Gottessegen. Die Auffahrungslänge des Erbstollens betrug zu diesem Zeitpunkt ab Stollenmundloch 2891 1/2 Lachter und ab der Verstufung 1442 Lachter. Im Jahr 1861 erfolgt der Durchschlag im Flügelort mit Schacht Heintzmann der Zeche Glücksburg, die Länge ab Mundloch beträgt nunmehr 3411 ½ Lachter. Im Jahr 1863 wurde das Flügelort im Flöz Eulenbank um 14 Lachter weiter aufgefahren. Das Flügelort im Flöz Gute Hoffnung wurde um 34 5/8 Lachter weiter aufgefahren. Außerdem wurden in diesem Jahr der erste und der zweite südliche Hauptquerschlag um mehr als 28 Lachter weiter aufgefahren. Mit dem ersten Hauptquerschlag wurde das Flöz Grossenebenbank und mit dem zweiten Hauptquerschlag wurde das Flöz Samiel aufgeschlossen. Der Erbstollen gehörte zu dieser Zeit zum Bergrevier Dahlhausen. In den Jahren 1863/64 erfolgte die Konsolidation der Zeche Glücksburg mit der Zeche Julius Philipp, dadurch wurde der Erbstollen Eigentum der Zeche Julius Philipp. Im Jahr 1868 wurde die Erbstollengerechtigkeit durch das Bergamt aufgehoben. Bereits vor dem Jahr 1900 gehörte der Erbstollen zum Feld Glückswinkelburg. Im Jahr 1901 wurde der teilweise verbrochene Stollen wieder aufgewältigt.